# Іорський керований заповідник
Іорський керований заповідник (груз. ივრის აღკვეთილი) — заповідна територія в муніципалітеті Сігнагі в регіоні Кахетія в Грузії поблизу кордону з Азербайджаном.
Керований заповідник Іорі є частиною природоохоронних територій Грузії, яка також включає природний заповідник Маріамджварі та керований заповідник Коругі.
Іорський керований заповідник включає частини долини річки Іорі. Він межує з керованим заповідником Коругі, який охоплює верхню течію річки Іорі.
Іорський керований заповідник був створений з метою охорони тугайного лісу річки Іорі.